# Stará synagoga ve Velkém Meziříčí

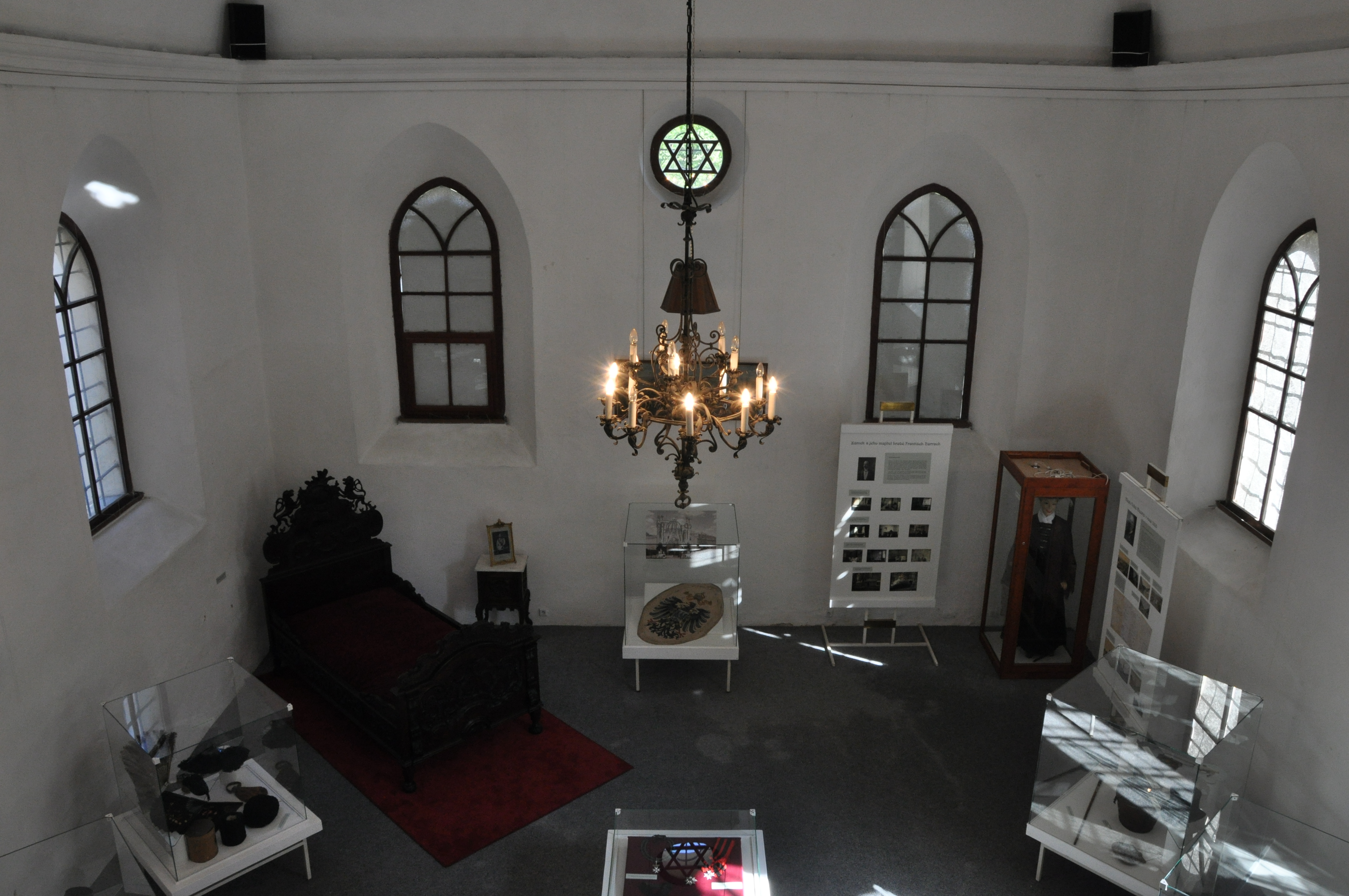
Interiér synagogy

Stará synagoga ve Velkém Meziříčí se nachází v ulici Novosady (zvané „Židárna“) a byla vybudována v goticko-renesančním stylu a pochází z konce 17. století. V současnosti je využívána jako muzeum.

## Historie
Stará synagoga byla postavena po třicetileté válce, kdy si rychle se rozvíjející židovská obec vyžádala modlitebnu odpovídající velikosti. Vznikla v těsném sousedství starší Malé synagogy, která byla nadále používána jako zimní modlitebna. Stará synagoga byla k bohoslužbám využívána do roku 1870, kdy byla vystavěna sousední Nová synagoga. Od té doby sloužila většinou ke skladování nejrůznějšího materiálu. V roce 1991 byla vrácena Židovské náboženské obci v Brně. V letech 1995–1996 byla restaurována a dnes slouží jako galerie a muzejní prostor. Na ženské galerii je instalována stálá expozice pojednávající o historii a památkách velkomeziříčské židovské obce.

### Židé ve Velkém Meziříčí
První zmínky o Židech v Meziříčí pocházejí z let 1497 a 1518. Židé přišli do města koncem 15. století, pravděpodobně v souvislosti s vypovězením z moravských královských měst. Doklady o tom však chybí, neboť archiv židovské obce byl zničen při požáru v 19. století. K většímu židovskému osídlení zde došlo až po třicetileté válce. Z té doby je znám židovský rychtář, rabín a Židé kupují pozemek na vybudování hřbitova. V 18. století tvořili Židé třetinu obyvatel Velkého Meziříčí, maximální velikosti dosáhla židovská obec v roce 1857, kdy zde žilo 1116 židovských obyvatel. V Meziříčí působila ješiva a narodila se zde řada významných židovských učenců, např. pozdější vrchní rabín Hamburku, Amsterdamu a Londýna, Cvi Aškenazi. Od konce 19. století se počet Židů v Meziříčí zmenšoval, v roce 1930 zde žilo pouze 76 osob. Židovská obec zanikla deportacemi za 2. světové války a po válce nebyla obnovena.

## Popis
Stará synagoga ve Velkém Meziříčí pochází z konce 17. století. Cenným architektonickým detailem budovy je barokní portál hlavního vchodu z druhé poloviny 18. století, do kterého jsou vsazeny kované dveře, jež hebrejský nápis datuje do roku 1812.
Budova synagogy je vystavěna v goticko-renesančním stylu. Jedná se o dvoupodlažní obdélníkovou stavbu z kamene (s pozdějšími cihlovými dostavbami), šířka zdí je místy až 1 metr. Její dispozice je tradiční – vstupní prostor s předsíní je na západě, odtud se vchází do hlavního sálu se svatostánkem na východní straně a sedadly rozmístěnými podél stěn. Kapacita hlavního sálu je 85 mužů. V prvém poschodí je ženská galerie, na kterou se dnes vstupuje kovovým točitým schodištěm z hlavního sálu – ta byla určena pro 63 žen. Do synagogy se z ulice vstupuje již zmíněným výtvarně cenným barokně-klasicistním kamenným portálem.